# Épreuve directe de compatibilité
Pour les articles homonymes, voir EDC.
L'épreuve directe de compatibilité (EDC), encore appelée cross-matching (« réaction croisée »), est un examen de laboratoire qui consiste à tester, dans les mêmes techniques que la recherche d'anticorps irréguliers, le sérum ou le plasma du malade vis-à-vis des concentrés érythrocytaires prévus pour sa transfusion. 
Ce test est long, et peut retarder une transfusion urgente. Il n'est donc pratiqué, hors urgence, que chez les malades ayant, ou ayant eu, une recherche d'anticorps irréguliers positive, ce qui est légalement obligatoire, et parfois absurde dans ce dernier cas. En urgence, lorsque les anticorps sont identifiés sans aucune ambigüité, un sang dont le phénotype est compatible avec le phénotype du malade et les anticorps dépistés sera choisi. En France, une recherche d'anticorps irréguliers négative est considérée comme suffisante pour transfuser un patient.
Ainsi, si un anticorps n’avait pas été dépisté ou identifié lors de la recherche d'anticorps irréguliers, il pourra être mis en évidence si l’unité de sang prévue est incompatible, dans le cas où un premier anticorps  en masque un second (anti-c masquant un anti-Jka par exemple, ce qui ne doit pas se voir, si on a pris soin de rajouter au panel 3 hématies phénotypées  c- Jka+). D’autres unités seront alors choisies, phénotypées et testées. Mais cette épreuve peut être illusoire. Lorsque l'anticorps dépisté n'est mis en évidence que sur des hématies homozygotes (anti-Fya ou anti-s ne sortant que sur des hématies FY:1,-2 ou MNS:-3,4 par exemple), il ne reste, l'épreuve de compatibilité n'ayant pas de valeur pour sélectionner les unités dans ce cas, que le choix d'unités phénotypées pour transfuser le malade.
L'épreuve directe de compatibilité permet parfois de mettre en évidence une incompatibilité due à un exceptionnel antigène privé, antigène de groupe sanguin présent sur les hématies du donneur, l'anticorps présent chez le receveur n'étant que rarement dépisté à l'occasion de la recherche d'anticorps irréguliers. Ce test sera alors systématiquement pratiqué pour un receveur connu comme ayant un exceptionnel anticorps anti-privé, anti MNS9 par exemple. Ces antigènes privés rares ne sont pas recherchés sur les dons de sang.
Cette épreuve est recommandée, mais non légalement obligatoire, chez des patients transfusés de façon itérative -thalassémie, Blackfan Diamond, drépanocytose, déficit enzymatique, etc. En effet, ces patients sont transfusés en sang phénotypés dans de nombreux systèmes en plus des systèmes RH et KEL (phénotype long : FY, JK, MNS...) et de ce fait ne sont transfusés qu'à partir d'un nombre très limité de donneurs. D'où la plus grande probabilité d'apparition d'anticorps anti-privé et de réactions transfusionnelles.